# Авл Сабин
Авл Сабин (лат. Aulus Sabinus) — латинский поэт и оратор, современник Августа, друг и подражатель Овидия.
Побуждаемый примером последнего, Сабин занимался сочинением ответов на написанные Овидием послания героинь (Героид), которые он издал; поэтому его считали составителем последних шести Овидиевых посланий. По Овидию (ех Pont. 4, 16, 13 сл.) ему приписывают также стихотворение «Troezen» — элегию, прославляющую одну девушку того же имени, и «Opus dierum», подобное «Έργα» Гесиода или «Georgica» Вергилия. Первое крайне недостоверно, ибо в указанном месте Troezena составляет только конъектуру Гейнзии вместо рукописного Trisemen, и может быть, вернее предполагать эпическую поэму; второе следует скорее считать за продолжение Овидиевых «Fasti»; оно не было окончено.
Умер Сабин ещё в цветущем возрасте, после 11 г. до н. э. Прежде приписывали ему ещё три сохранившихся письма, написанных элегическим размером и изданных впервые в ed. princ. Овидии, но теперь уже нет сомнения, что эти письма составлены одним учёным второй половины XV в. (около 1467 г.), Ангелом Квирином Сабином, критически обработаны Lörs’ем в его издании «Героид» Овидия.

## Источник
- Сабин, Авл // Энциклопедический словарь Брокгауза и Ефрона : в 86 т. (82 т. и 4 доп.). — СПб., 1890—1907.